# Bas-Oha
Bas-Oha (en wallon Bas-Ohå) est une section de la commune belge de Wanze située en Région wallonne dans la province de Liège. C'était une commune à part entière avant la fusion des communes de 1977.

## Géographie

### Situation
Le village de Bas-Oha est formé de deux quartiers principaux : Bas-Oha implanté sur la rive gauche de la Meuse et Oha situé plus haut au nord, sur le plateau hesbignon. L'ancienne commune de Bas-Oha compte aussi deux hameaux situés à l'ouest : Java et Lamalle.
Bas-Oha est traversé par la ligne ferroviaire 125 entre Namur et Liège.

## Démographie
- Sources:INS, Rem:1831 jusqu'en 1970=recensements, 1976= nombre d'habitants au 31 décembre

## Patrimoine et culture

### Patrimoine et culture
- L'église Saint Lambert.
- Le château Rouge situé sur la rive de la Meuse.
- Le château à l'Horloge datant de la fin du XVIIIe siècle[2].
- La ferme d'Oha, ferme en carré bâtie en brique.
- La chapelle d'Oha située rue Adrien David.
- La fontaine Saint Lambert.

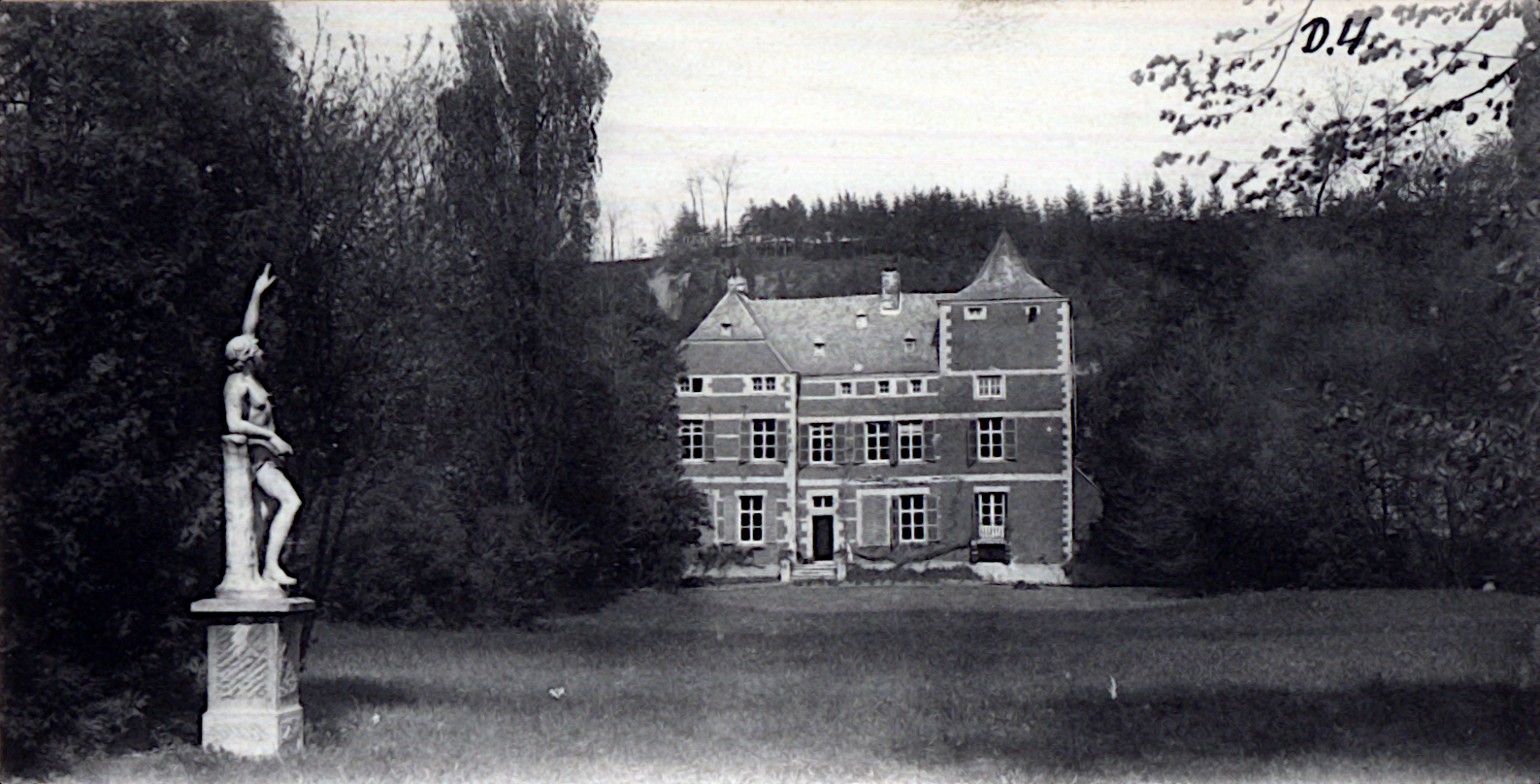
Château Rouge (carte postale).
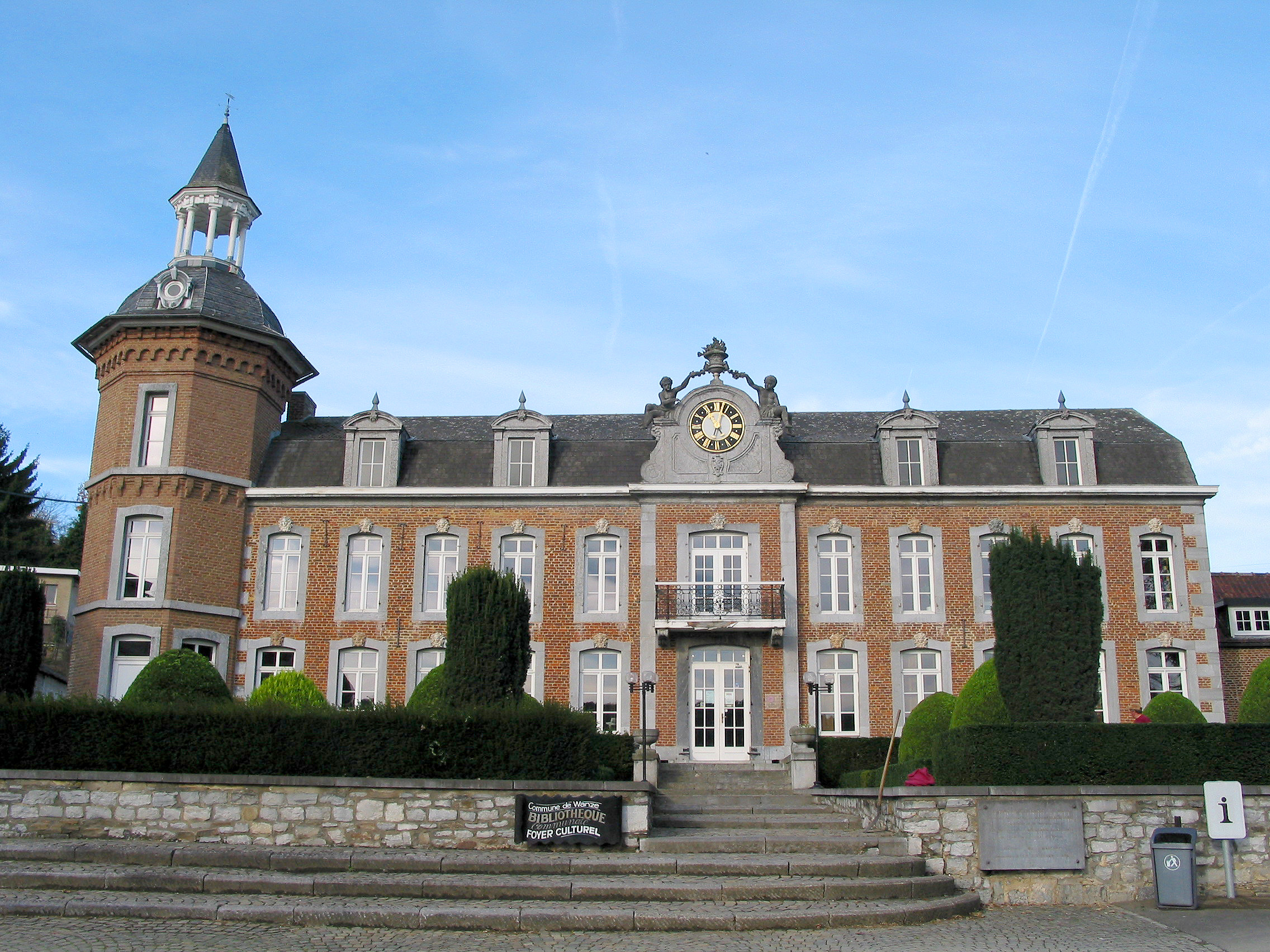
Le château à l'Horloge.
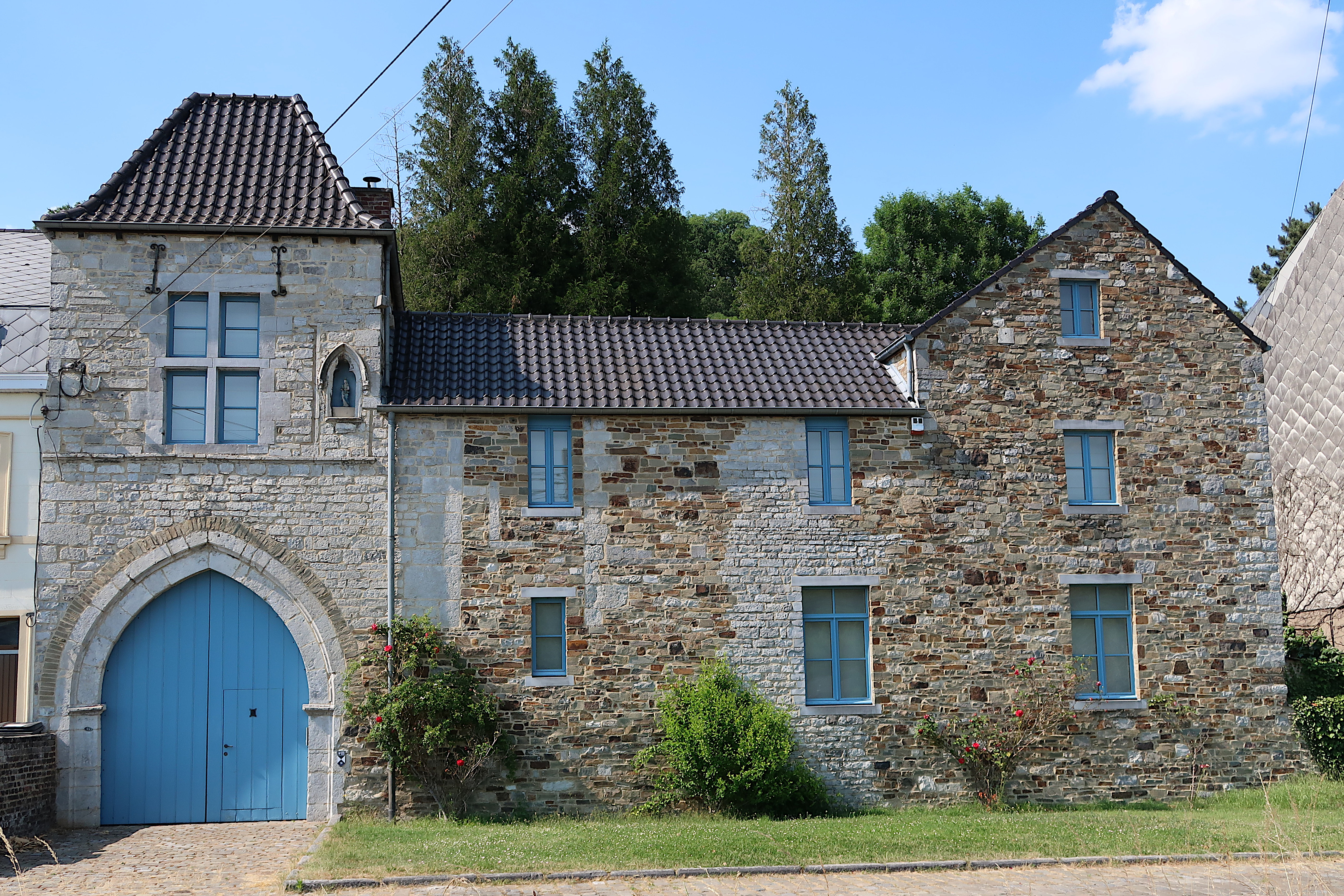
Château Coulon (monument classé).
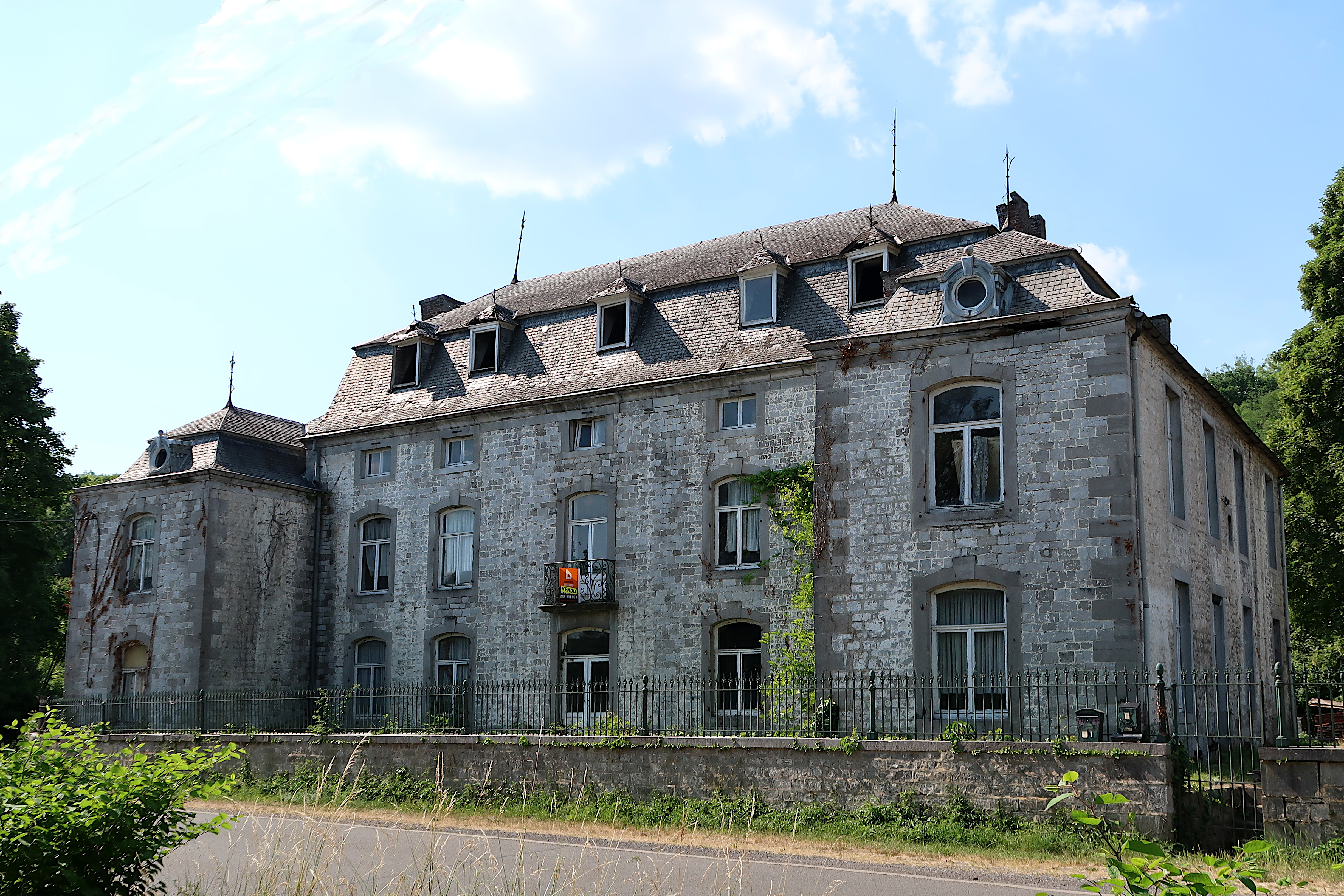
Château Blanc de 1765.

## Enseignement
Bas-Oha compte une école communale.

## Sports et vie associative

### Sports
Le village abrite le RJS Bas-Oha, club de football de provincial I.